# William R. Howson
William Robinson Howson (Norwood, 6 de março de 1883 - 25 de junho de 1952) foi um político, juiz, cobrador de dívidas, soldado banqueiro e agente imobiliário de Alberta, Canadá. Ele serviu como membro da Assembléia Legislativa de Alberta de 1930 a 1936 sentado com a bancada liberal em oposição. Ele liderou a bancada e o partido de 1932 a 1936.

## Início de vida
William Robinson Howson nasceu em Norwood,, Ontário, em 6 de março de 1883. Trabalhou como professor do ensino médio em Mathers Corners e, em 1906, tornou-se gerente de banco do Sovereign Bank of Stirling e, em 1908, do Bank of Montreal.[carece de fontes?]
Mudou-se para Alberta em 1910 e estabeleceu-se em Edmonton depois de passar por colecionador de notas em Sedgewick, Alberta e como agente imobiliário em Calgary. Ele frequentou a Universidade de Alberta, recebendo um diploma de Bacharel em Artes em 1915 e um Bacharel em Direito em 1916, onde foi premiado com a Medalha de Ouro em Direito após a graduação. Ele foi admitido na Law Society of Alberta em 11 de janeiro de 1916.[carece de fontes?]
Ele serviu com o Exército Real Canadense na França durante a Primeira Guerra Mundial de 1916 até o final da guerra em 1918. Ele retornou à prática da lei em Edmonton, tornando-se Conselheiro do Rei em 1935.[carece de fontes?]

## Carreira política
Howson candidatou-se à legislatura de Alberta na eleição provincial de Alberta em 1930. Ele se apresentou como candidato liberal no distrito eleitoral de Edmonton. Ele ganhou o quarto lugar em sete lugares para ganhar seu primeiro mandato no Legislativo.
Howson tornou-se líder do Partido Liberal de Alberta em 1932 e liderou-o nas eleições provinciais de 1935. O Partido Liberal, apesar de ter tido sucesso antes da eleição, atraindo dois membros para atravessar a quadra acabou perdendo sete assentos, mas mantendo o status de oposição oficial. Howson ocupou o seu lugar terminando nos três primeiros lugares depois de obter o limiar de votos na primeira contagem.
Howson renunciou ao cargo e como líder do partido um ano depois, em 2 de março de 1936, depois de ser nomeado para substituir John Boyle na suprema corte.

## Carreira judicial
Howson foi nomeado pelo governo federal para ocupar a Divisão de Julgamento da Suprema Corte de Alberta em 1936, a Divisão de Apelação em 1942, e tornou-se presidente da divisão de julgamento em 1944 [3] servindo até sua morte em 1952. Ele presidiu os julgamentos alemães de prisioneiros de guerra em Medicine Hat.